# Прабългарите през 5-6 век
Прабългарите през 5-6 век са разделени на две големи групи — кутригури, западно от река Дон, и утигури, източно от нея. Утигурите са по-отдалечени от Източната Римска империя и сведенията за тях са по-малко. Кутригурите водят продължителни войни с Империята, като неколкократно заплашват самата столица Константинопол. В средата на 6 век утигурите се намесват в тези войни на страната на Империята, а малко по-късно прабългарите са подчинени от авари и гоктюрки. В края на 6 век утигурските племена образуват държавата Велика България североизточно от Черно море.

## Ранни сведения за прабългарите
Взаимоотношенията на прабългарите с държавата на Атила не са напълно изяснени, тъй като се водят спорове за нейната източна граница. Според различни изследователи тя може да се намира от река Дон до Алтай. Във всички случаи част от прабългарските племена са влизали в нейния състав, но е възможно някои от тях да са оставали извън нея. Според някои автори с името Авитохол в Именника на българските владетели е означен именно Атила.
Прокопий цитира легендарен разказ, според който кутригури и утигури първоначално живеели в една държава. Вероятно през първата половина на 5 век те нападат готите на запад от Дон и ги изтласкват от Черноморска Скития. Кутригурите се установяват в новозавладените земи, а утигурите се връщат източно от реката. Според някои автори, всъщност името на племената са кутри и ути, а наставката -гури просто означава хора, народ.
Първите по-надеждни сведения за прабългарите са от края на 5 век. През 482 Източната Римска империя е нападната от остготите и император Зенон сключва съюз срещу тях с кутригурите. Вероятно за същата война се отнасят и сведенията в готските хроники, където е и първото споменаване на името българи в европейски източник. Там се говори за победа на крал Теодорих срещу прабългарска войска в Срем.

## Войни на кутригурите с Империята
Изглежда, че през следващите години мирните отношения между кутригурите и Империята се запазват, но през 493, при новия император Анастасий I, прабългарите нападат Балканския полуостров и magister militiae Юлиан е убит в Тракия. През 499 те нанасят поражение и на Арист, командващ войските в Илирия, а през 502 опустошават без съпротива Тракия и Илирия.
Прабългарите съставляват основната част от армията на военачалника Виталиан, разбунтувал се срещу Империята. През 514-515 те преминават през Одесос и Анхиал към Константинопол. Виталиан се отказва от обсадата на града в замяна на управлението на Тракия и паричен откуп. По това време императорът строи Атанасиевата стена за защита на Константинопол от нападения от запад.
През 517 кутригурите предприемат поход на югозапад в Македония, Епир и Тесалия. През 518 Виталиан отново се разбунтува срещу новия император Юстин I и воюва срещу него с прабългарските си войски до своята смърт през 520.
През следващите години град Боспор, контролиран дотогава от кутригурите, се освобождава от тях. През 528 кутригурския хан (във византийските източници ρηξ) Грод приема християнството в Константинопол. При завръщането си той се опитва да наложи тази религия на своите сънародници, но след бунт е свален и мястото му е заето от брат му Мугел. Водени от него, кутригурите си връщат Боспор. През 530 византийците предприемат голям поход по суша и море и Мугел се оттегля от града.
Войните между кутригурите и Империята продължават и през 30-те години. През 535 кутригурите са отблъснати при река Янтра. През 538 те нападат Малка Скития и Мизия и печелят няколко победи. По-късно претърпяват поражение в Тракия, но малко след това разбиват завръщащата се византийска армия. През 540 отново опустошават Балканския полуостров до Адриатическо море, като достигат до Константинопол.

## Намеса на утигурите във войните
През 551 кутригурите сключват съюз с гепидите срещу лангобардите и изпращат значителна армия в Панония. Тъй като гепидите не започват войната с лангобардите, тази войска е изпратена в балканските провинции на Империята. Византийците се споразумяват с хана на утигурите Сандилх, който с армия от утигури и тетраксити напада незащитената територия на кутригурите. Походът е успешен и хиляди византийци, държани в плен, са освободени и се завръщат в Империята. Част от победените кутригури също са приети от императора и се заселват в Тракия.
През 558 кутригурският хан Заверган предприема нов поход на Балканите. Той преминава замръзналата река Дунав и разделя армията си на три части, които изпраща към Тесалия, Галиполи и Константинопол. След като не успява да премине Дарданелите и да обсади напълно столицата, той се оттегля срещу паричен откуп. Междувременно, подкупен от император Юстиниан I, хан Сандилх отново напада земите на кутригурите. Войните между кутригури и утигури продължават и през следващите години.

## Нашествие на авари и гоктюрки
Около 558 северно от Каспийско море се появяват аварите и сключват съюз с Източната Римска империя срещу аланите. Преследвани от тюркския военачалник Истеми хан, те продължават да се придвижват на запад и в началото на 60-те години подчиняват утигурите, а малко по-късно и кутригурите. Голяма част от кутригурите се преселват заедно с тях към Панония и част от земите им са заети от славянското племе анти.
Няколко години по-късно в региона пристигат войските на Истеми хан. Не по-късно от 568 те подчиняват утигурите, като известен брой от тях се преселват на запад при аварите. Останалите утигури остават в рамките на Тюркския хаганат. През 576 армия от тюрки и утигури обсажда и превзема Боспор. Започналата гражданска война в Хаганата ги принуждава да изоставят града, а няколко години по-късно утигурските племена възстановяват независимостта си.